# Bratca
Bratca là một xã thuộc hạt Bihor, România. Dân số thời điểm năm 2002 là 5567 người.